# Nowhere Boys
Nowhere Boys é uma série de televisão australiana de ação e fantasia voltada ao público adolescente criada por Tony Ayres.
Teve sua primeira transmissão na ABC3 (atual ABC Me), em 7 de novembro de 2013. As duas primeiras temporadas da série, segue as aventuras de quatro incompatíveis adolescentes – o gótico Felix Ferne (Dougie Baldwin), o nerd Andrew "Andy" Lau (Joel Lok), o menino de ouro Sam Conte (Rahart Adams),e o atleta alfa  Jake Riles (Matt Testro). Nowhere Boys foi renovada para uma segunda temporada que começou a ser exibida a partir de 23 de novembro de 2014.
Um longa de 80 minutos de duração baseado no show, intitulado Nowhere Boys: O Livro das Sombras, estreou nos cinemas Australiano em 1 de janeiro de 2016. Uma terceira Temporada de Nowhere boys intitulado Two Moons Rising (Duas Luas Ressurgem), começou a ser transmitida em 2016, com um novo elenco e personagens, substituindo os quatro membros original do elenco. A quarta e última temporada, intitulada Battle For Negative Space, estreou em 3 de dezembro de 2018.

## Sinopse

### 1ª Temporada
Situada no fictício subúrbio de Bremin, a série segue quatro incompatíveis alunos—Felix Ferne, o gótico (Dougie Baldwin), Andrew "Andy" Lau, o Nerd (Joel Lok), Sam Conte, o menino de Ouro (Rahart Adams) e Jake Riles, o Atleta (Matt Testro)—que nunca poderiam ser amigos. Os meninos são agrupados de forma involuntária durante uma excursão de orientação escolar na floresta e se perdem. Depois de passarem uma noite aterradora na floresta, eles retornam à Bremim e descobrem que eles voltaram para um mundo paralelo onde nunca nasceram. Ninguém, incluindo a família e os amigos reconhecem quem são, e todos os registros públicos deles desapareceram.
Quando Felix entra em posse de um talismã elementar através da proprietária da loja mágica local, Phoebe Hartley (Michala Banas), os meninos usam o talismã para afastar um demônio restaurador que está tentando matá-los. No entanto, à medida que o demônio cresce mais poderoso, ganha poder para possuir seres humanos e animais. Os meninos são obrigados a trabalhar juntos para proteger-se contra o demônio, descobrir o que aconteceu com eles e como eles podem voltar para casa. 

### 2ª Temporada
Jake, Sam, Andy e Felix logo descobrem que, apesar de ter voltado para casa, a aventura não parou e que eles não são os únicos que voltaram a entrar neste universo.

### Two Moons Rising (3ª Temporada)
Quando o nerd de tecnologia e fanático por ficção científica Luke (Kamil Ellis), chega para seu primeiro dia em Bremin High, tudo parece bastante comum, mas o que ele não sabe é que o solitário da escola Ben (William McKenna) estava esperando sua chegada para montar uma nova equipe de Garotos de Lugar Nenhum. Quatro outros meninos de lugar nenhum já foram identificados; o "bad boy" Heath (Joe Klocek) Joker Nate (Blaise Mambo), a estrela de futebol de sucesso, Nicco (Luca Sardelis) e nerd de teatro musical Jesse (Jordie Race-Coldrey).
Coincidindo com a chegada de Luke, o grupo de Bremin começa a desaparecer. Duplamente peculiar é que, não apenas eles estão desaparecendo, mas estão sendo apagados da memória de todos e somente os Garotos de Lugar Nenhum notaram! Eventualmente Luke, Heath, Nicco e Jesse descobrem que são as últimas quatro pessoas no mundo. Eles se veem presos juntos em um mundo assustadoramente vazio, forçados a descobrir como salvar a cidade.

## Elenco e personagens

### Personagens principais
- Dougie Baldwin como Felix Ferne (temporadas 1-2)
- Joel Lok como Andrew "Andy" Lau (temporadas1-2)
- Rahart Adams como Sam Conte (temporadas 1-2)
- Matt Testro como Jake Riles (temporadas 1-2-4)
- Sean Rees-Wemyss como Oscar Ferne (temporadas 1-2)
- Kamil Ellis como Luke Hamill (temporadas 3-4)
- Joe Klocek como Heath Buckland (temporadas 3-4)
- Jordie Corrida-Coldrey como Jesse Banda (temporadas 3-4)
- Luca Sardelis como Niccolina "Nicco" Pandelis (temporadas 3-4)
- William McKenna como Ben Ripley (temporadas 3-4)

### Personagens secundários
- Michala Banas como Phoebe Hartley (temporadas 1-2)
- Darci McDonald como Ellen O'Donnell (temporadas 1-2-3-4)
- Tamala Shelton como Mia (temporadas 1-2)
- Cecilia Tan Lily "Nai Nai" Lau (temporadas 1-2)
- Victoria Thaine como Alice Hartley (temporadas 1-2)
- Jim Russell como Roland Murphy (temporadas 1-2-4)
- Laura Grady como Brooklyn Wansbrough (temporada 3)
- Charmaine Chu como Peta Chen (temporadas 3-4)
- Shareena Clanton como Sonia Jarra (temporadas 3-4)
- Tegan Higginbotham como Quinn Banda (temporadas 3-4)

### Personagens recorrentes
- Nicholas Coghlan como Brian Bates (temporadas 1-2-3-4)
- Michelle Gerster como Viv Lau (temporadas 1-2)
- Zelman Cressey Gladwin como Dylan (temporadas 1-2)
- Logan Phillips como Trent Long (temporadas 1-2)
- Damien Richardson como Gary Riles (temporadas 1-2)
- Libby Tanner como Sarah Riles / Bates (temporadas 1-2)
- Simon Mallory como Roberts (temporadas 1-3)
- Sam Sharwood como Mike (temporadas 1-2)
- Heidi Arena como Kathy Ferne (temporadas 1-2)
- Pearl Tam como Nicole Lau (temporadas 1-2)
- Daniel Di Giovanni como Vince Conte (temporadas 1-2)
- Jesse Williams como Sammy Conte (temporada 1)
- Nicole Nabout como Dee Conte (temporadas 1-2)
- Anthony Brandon Wong como Michael Lau (temporadas 1-2)
- Lester Ellis Jr. como Pete Conte (temporadas1-2)
- Ben Anderson como Ken Ferne (temporada 1)
- Peter Stefanou como Tom Conte (temporada 1)
- Pieter Wyatt como Lachlan (temporada 2)
- Aidee Walker como Michelle Keats (temporada 2)
- Phoebe Roberts como Saskia Bloom (temporada 2)
- Ben Keller como Bear (temporada 2)
- Tony Briggs como Brett Hamill (temporada 3)
- Stella Carroll como Kayla Pandelis (temporadas 3-4)
- Elle Mandalis como Anna Pandelis (temporadas 3-4)
- Fin van de Wall como Claude Topper (temporadas 3-4)
- Renai Caruso como Rachel Ripley (temporadas 3-4)
- Youssef Sabet como Ali Bitar (temporadas 3-4)
- Francesca Waters como Yia Yia Pandelis (temporada 3)
- Louise Crawford como Katrina Buckland (temporadas 3-4)
- Damian Hill como Stuart Buckland (temporada 3)
- Liam Mollica como Warren Rawson (temporadas 3-4)
- Georgia Bolton como treinador Jane (temporadas 3-4)
- Matt Testro como Jake Riles (temporada 4)

## Produção

### Desenvolvimento
Em 26 de outubro de 2011, anunciou-se que a Matchbox Pictures e os produtores de The Slap estavam desenvolvendo uma série de drama de 13 partes para a ABC intitulada The Lost Boys. No entanto, devido a razões de direitos autorais, o nome do show foi posteriormente alterado para Nowhere Boys. O criador da série Tony Ayres concebeu a ideia de Nowhere Boys depois de aprender que a ABC, que já havia desfrutado com a Dance Academy, estava procurando uma nova série que atraísse os meninos. Ayres desenvolveu Nowhere Boys com uma série de escritores, incluindo Roger Monk e Craig Irvin. Ele se tornou o produtor e showrunner do show ao lado de Beth Frey, enquanto Michael McMahon e Helen Panckhurst serviram como produtores executivos. Panckhurst deixou sua posição de produtor executivo no final da primeira série.
 A primeira temporada de Nowhere Boys foi financiada com a assistência da Australian Children's Television Foundation, Film Victoria, ABC3 e Screen Australia. as Filmagens foram feitas em Melbourne, Victoria, de 18 de fevereiro de 2013 a 23 de Maio de 2013.
O episódio 1 foi filmado na escola primária de Were Street em Montmorency, Victoria, bem como no parque de skate e no ensino médio em Greensborough, Victoria. Os primeiros quatro episódios estrearam no Festival Internacional de Cinema de Melbourne em agosto de 2013.
Em 4 de abril de 2014, anunciou-se que Nowhere Boys recebeu financiamento da Film Victoria para uma segunda temporada consistindo em treze episódios. Foi financiado com a assistência da ABC Television, Film Victoria e da BBC. Frey voltou como produtor e McMahon retornado como produtor executivo. Ayres assumiu a posição de Panckhurst como produtor executivo.
As filmagens da segunda temporada tiveram inicio em Melbourne a partir de 7 de julho de 2014 a 17 de setembro de 2014. a Atriz Rachel Griffiths fez sua estreia como apresentadora de televisão durante a segunda temporada. Em novembro de 2015, a ABC anunciou que uma terceira temporada de Nowhere Boys estrearia em 2016 com um novo elenco e personagens, substituindo os membros do elenco original. as Filmagens para a terceira temporada começou em Maio de 2016. O enredo se passa vários anos após os eventos da segunda série. Em 19 de junho de 2017,  Em 19 de junho de 2017, Film Victoria anunciou financiamento para uma quarta temporada. Ela será composta de 13 episódios com previsão de estreia para 2018.

### Casting
Em abril de 2013, foi anunciado que Joel Lok, Dougie Baldwin, Rahart Adams e Matt Testro foram lançados como os quatro meninos adolescentes. Lok retrata Andy, um geek da descendência de Singapura que ama a ciência e Bear Grylls.  Ayres, que anteriormente trabalhou com Lok em The Home Song Stories (2007), revelou que ele tinha em mente o papel de Andy. Testro faz o atleta alfa, Jake e Adams reproduz o garoto skatista Sam.  Baldwin estrela como Felix, um gótico que tem interesse em magia. Sean Rees-Wemyss foi escalado como o irmão de Félix, Oscar, um descativado pária social que é vítima de bullying na escola. Rees-Wemyss revelou que, inicialmente, ele fez o teste para o papel de Felix, mas a administração sentia que ele era muito jovem para o papel. Darci McDonald interpreta a melhor amiga de Felix, Ellen. Tamala Shelton interpreta a namorada popular de Sam, Mia e Michala Banas, interpreta a misteriosa dona da loja mágica Phoebe. Libby Tanner e Damien Richardson foram anunciados como os pais de Jake, Sarah e Gary, e Heidi Arena foi lançada como a mãe de Félix, Kathy.
Em novembro de 2015, foi anunciado que a terceira temporada apresentaria um novo elenco e personagens que irão substituir os membros do elenco original. Kamil Ellis, William McKenna, Jordie Race-Coldrey, Joe Klocek e Luca Sardelis foram revelados como os novos membros do elenco em maio de 2016. Ellis retrata entusiastas de tecnologia e ficção científica" Luke, McKenna interpreta o papel de Ben, Race-Coldrey interpreta  "o geek do teatro musical" Jesse, e Klocek retrata "o menino mau da escola" Heath. Sardelis, foi lançada como a primeira "Nowhere Girl", Nicco.

## Recepção

### Resposta crítica
Nowhere Boys recebeu opiniões geralmente positivas. David Knox da TV Tonight classificou Nowhere Boys  com 3.5 de 5 estrelas e afirmou que a série "é tão bem produzida e realizada".  Knox continuou dizendo que "é ótimo ver uma produção ABC3 de pleno direito com ligações masculinas", após "uma série de projetos femininos", como Dance Academy e Dead Gorgeous. Ele concluiu: "Nowhere Boys atinge sua marca desde o início com uma mistura inteligente de drama e mistério" Rebecca Marshall, do Sunshine Coast Daily, observou que a série apresenta "uma mistura fascinante de fantasia, mistério, magia negra e drama" e elogiou "ABC por abrir oportunidades para atores de nova geração para aprimorar suas habilidades". Melody Houston, da Sydney Morning Herald, classificou Nowhere Boys com 3 de 4 estrelas e elogiou o "grande talento por trás da câmera", que "oferece aos jovens atores muito para trabalhar". Ela concluiu: "O resultado é obrigado a agradar seu público-alvo e muitos mais".
Myke Bartlett de The Weekly Review elogiou o roteiro como "rápido o suficiente e engraçado o suficiente para manter as crianças enganchadas, com graus de astúcia e sutileza susceptíveis de agradar um paladar mais maduro".  Bartlett concluiu sua crítica afirmando que os telespectadores finalmente têm "uma razão para assistir ABC3".Luke Buckmaster, da Crikey, afirmou que, depois de ver os quatro primeiros episódios, "tanto os adultos quanto os adolescentes acharão uma visão adictiva". Ele também acrescentou: "é uma coisa boa: ritmo e adictivo com uma embalagem elegante e uma premissa" e se "forçosa". Dianne Butler, da News.com.au, escreveu que gostou de assistir o primeiro episódio e descreveu isso como "engraçado e meio pertubador"

### Prêmios e indicações
| Ano  | Premiação                                | Categoria                                        | Indicado                                      | Resultado |
| ---- | ---------------------------------------- | ------------------------------------------------ | --------------------------------------------- | --------- |
| 2014 | AACTA Awards                             | Melhor série de televisão para crianças          | Nowhere Boys                                  | Venceu    |
| 2014 | AACTA Awards                             | Melhor pontuação da música original na televisão | 1ª Temporada, Episodio 1                      | Indicado  |
| 2014 | Logie Awards                             | Programa infantil mais destacado                 | Nowhere Boys                                  | Venceu    |
| 2014 | Australian Director's Guild Awards       | Melhor Direção em um Programa de TV Infantil     | Peter Carstairs pela 1ª Temporada, Episodio 7 | Indicado  |
| 2014 | Australian Director's Guild Awards       | Melhor Direção em um Programa de TV Infantil     | Craig Irvin pela 1ª Temporada, Episodio 8     | Indicado  |
| 2014 | Prix Jeunesse                            | 12-15 Ficção / Não Ficção                        | Nowhere Boys                                  | Indicado  |
| 2014 | Prix Jeunesse                            | Prêmio Internacional do Júri Juvenil             | Nowhere Boys                                  | Venceu    |
| 2014 | Banff World Media Festival Rockie Awards | Ficção Juvenil                                   | Nowhere Boys                                  | Indicado  |
| 2014 | AWGIE Awards                             | Televisão infantil                               | Craig Irvin pela 1ª Temporada, Episodio 3     | Venceu    |
| 2014 | Screen Producers Australia Awards        | Produção de televisão infantil do ano            | Nowhere Boys                                  | Venceu    |
| 2014 | Screen Producers Australia Awards        | Produção Interativa do Ano                       | Nowhere Boys: The 5th Boy                     | Indicado  |
| 2014 | TV Tonight Awards                        | Melhor programa infantil                         | Nowhere Boys                                  | Venceu    |
| 2014 | International Emmy Kids Awards           | Melhor Série                                     | Nowhere Boys                                  | Indicado  |
| 2015 | Kidscreen Awards                         | Melhor série nova - Categoria Adolescente.       | Nowhere Boys                                  | Venceu    |
| 2015 | iKids Awards                             | Melhor site                                      | Nowhere Boys: The 5th Boy                     | Venceu    |
| 2015 | Logie Awards                             | Programa infantil mais destacado                 | Nowhere Boys                                  | Venceu    |
| 2015 | Australian Director's Guild Awards       | Melhor Direção em um programa de TV infantil     | Peter Salmon pela 2ª Temporada, Episodio 1    | Indicado  |
| 2015 | Australian Director's Guild Awards       | Melhor Direção em um programa de TV infantil     | Craig Irvin pela 2ª Temporada, Episodio 7     | Venceu    |
| 2015 | Banff World Media Festival Rockie Awards | Ficção Juvenil                                   | Nowhere Boys                                  | Venceu    |
| 2015 | AWGIE Awards                             | Televisão Infantil - com Classificação C         | Pete McTighepela 2ª Temporada, Episodio 7     | Indicado  |
| 2015 | Screen Producers Australia Awards        | Produção de televisão para crianças              | Nowhere Boys                                  | Venceu    |
| 2015 | British Academy Children's Awards        | Internacional                                    | Nowhere Boys                                  | Indicado  |
| 2015 | AACTA Awards                             | Melhor TV Infantil                               | Nowhere Boys                                  | Indicado  |
| 2016 | International Emmy Kids Awards           | Série infantil                                   | Nowhere Boys                                  | Venceu    |
| 2016 | British Academy Children's Awards        | Internacional                                    | Nowhere Boys                                  | Indicado  |

## Transmissão
Nowhere Boys é vendido na Austrália e Nova Zelândia pela Australian Children's Television Foundation. Na Austrália, a primeira temporada estreou na ABC3 em 7 de novembro de 2013 e terminou em 30 de janeiro de 2014, foi exibido nas noites de quinta-feira às 6:30 pm. A segunda temporada mudou-se para noites de domingo no mesmo intervalo de tempo. estreou simultaneamente na ABC, ABC3 e ABC iview em 23 de novembro de 2014, com um episódio duplo. Em 31 de dezembro de 2014, um mini episódio único especial que transmite episódios de seis a sete da temporada dois foi transmitido durante o especial de Ano Novo da ABC.

### Transmissões internacionais
Nowhere Boys é vendido internacionalmente pela  NBCUniversal. Em 28 de abril de 2014, foi anunciado que o show tinha sido adquirido pela BBC para a transmissão no Reino Unido em seu canal infantil CBBC. A BBC também pré-adquiriu a segunda temporada. A chefe de aquisições e desenvolvimento de drama da CBBC, Sarah Muller, afirmou que "Nowhere Boys oferece ao CBBC uma incrível oportunidade de adquirir um drama internacional de primeira classe de uma empresa de produção de classe mundial para complementar a nossa série de shows produzidos no Reino Unido". O show estreou na CBBC em 1 de setembro de 2014.  No Canadá, os episódios de Nowhere Boys começaram a ser exibidos no Channel Family em outubro de 2015.. Nos EUA,  o show foi revelado como parte da programação inicial de shows para a nova rede Universal Kids , iniciado em setembro de 2017.
No Brasil a série vem sendo disponibilizada pelos serviços de streaming Netflix e Looke (Longa metragem)

## Outros meios de comunicação
A primeira temporada Nowhere Boys foi lançado em DVD na Austrália em 5 de fevereiro de 2014, seis dias após ao final de temporada ir ao ar na televisão. A segunda temporada  foi lançado em DVD 4 de Março de 2015.
No Brasil a primeira temporada chegou em fevereiro de 2015 ao catálogo da Netflix, em março de 2017 a segunda temporada foi também disponibilizada no serviço de streaming, trazendo também o retorno da primeira que havia deixado o catálogo em 2016.

### Jogo on-line
Nowhere Boys: The 5th Boy é um jogo interativo on-line, que coincidiu com a primeira série. Foi criado pela Matchbox Pictures e foi construído pelos desenvolvedores online Millipede baseados em Melbourne e lançado no site ABC3 em 7 de novembro de 2013. O jogo permite ao jogador assumir a persona de um quinto "nowhere boy", que está perdido em um mundo estranho e tem que tentar encontrar seu caminho de casa.As plataformas em Nowhere Boys: The 5th Boy  estava entrelaçadas para dar ao jogador a sensação de que eles estão diretamente no controle da direção da série de televisão.Por exemplo, quando o jogador passou objetos através das dimensões no jogo, o objeto apareceria no show Esses objetos ajudaram os Nowhere Boys em sua missão e eram muitas vezes fundamentais para sua sobrevivência..

### Filme
Em 23 de dezembro de 2014, anunciou-se que a Screen Australia financiaria um filme baseado na série de televisão intitulada Nowhere Boys: The Rise of the Bear. no Entanto, em julho de 2015, foi revelado que o nome do filme foi mudado para Nowhere Boys: The Book of Shadows. O filme foi dirigido por David César e escrito por Tony Ayres, Rhys Graham e Craig Irvin. Ele foi produzido por Beth Frey e executivo produzido pela Ayres e Michael McMahon.  Nowhere Boys: O Livro das Sombras começa um ano depois que os meninos cruzaram as dimensões, descobriram a magia e lutaram contra o demônio restaurador. Tendo crescido, eles são atraídos a ficarem juntos novamente quando Felix descobre um Livro das sombras, selado de forma mágica, que involuntariamente libera uma poderosa força de caos. Os meninos são relutantemente atraídos para um confronto que ameaça seu mundo e seus entes queridos.
Dougie Baldwin, Joel Lok, Rahart Adams e Matt Testro reprisou seu papel como Felix, Andy, Sam e Jake. Outros que também voltaram para o filme incluído os regulares Darci McDonald (Ellen), Sean Rees-Wemyss (Oscar), Michael Banas (Phoebe), Victoria Thaine (Alice), Ben Keller (Bear), Tamala Shelton (Mia) e Michelle Gerster (Viv). Angourie Rice também se juntou ao elenco. Nowhere Boys: The Book of Shadows começou a ser filmado  em Melbourne, em julho de 2015. Ele foi exibido em cinemas selecionados em 1 de janeiro de 2016 e teve sua estréia na televisão na  ABC3 em 6 de março de 2016
.